# Ingeborg-Bachmann-Preis 1990
Der Ingeborg-Bachmann-Preis 1990 war der 14. Wettbewerb um den Literaturpreis. Die Veranstaltung fand im Klagenfurter ORF-Theater des Landesstudios Kärnten statt.
Margit Schreiner mit ihrem Romauszug Mein erster Neger und Hubert Konrad Frank mit seinem Baden-Dubel, beide eigentlich Favoriten auf den Hauptpreis, wurden als erste Autoren überhaupt vom Wettbewerb ausgeschlossen, weil ihre Beiträge gegen die Statuten bereits vorher veröffentlicht worden waren. Frank hatte seinen Text schon öffentlich gelesen und in Teilen an den Südwestfunk weitergegeben, Schreiners Text war ohne ihr Wissen publiziert worden. Frank nahm schon im nächsten Jahr wieder teil, Schreiner kehrte erst 1998 zurück.

## Autoren
- Pieke Biermann
- Christoph Buggert
- Georg Bydlinski
- Ludwig Roman Fleischer
- Hubert Konrad Frank (disqualifiziert)
- Eleonore Frey
- Ingeborg Harms
- Franz Hodjak
- Reinhard Jirgl
- Fritz-Jochen Kopka
- Friederike Kretzen
- Cornelia Manikowsky
- Erich Möchel
- Andreas Montag
- Christa Moog
- Berndt Rieger
- Susanne Röckel
- Margit Schreiner (disqualifiziert)
- W. G. Sebald
- Alain Claude Sulzer
- Stefan Tomas
- Birgit Vanderbeke

## Juroren
- Karl Corino
- Peter Demetz
- Marlis Gerhardt
- Volker Hage
- Andreas Isenschmid
- Nils Jensen
- Hellmuth Karasek
- Werner Liersch
- Peter von Matt
- Helga Schubert
- Heinz Schwarzinger

## Preisträger
- Ingeborg-Bachmann-Preis (dotiert mit 150.000 ÖS): Birgit Vanderbeke für Das Muschelessen
- Preis des Landes Kärnten (dotiert mit 75.000 ÖS): Franz Hodjak für Die Jacke
- Ernst-Willner-Preis (60.000 ÖS): Ludwig Roman Fleischer für Rakontimer
- Stipendium der Kärntner Industrie (dotiert mit 30.000 ÖS): Cornelia Manikowsky für Eine Frau und ein Junge
- Stipendium der Verlage (dotiert mit 30.000 ÖS): Ingeborg Harms für Auf den breiten Nacken einer Sumpfschildkröte
- 3sat-Auszeichnung (5.000 DM): Pieke Biermann für Das Gesetz des Auges